# Reserva Natural Otamendi
A Reserva Natural Otamendi é uma reserva biológica em Campana, na província de Buenos Aires.
Foi criada pelo decreto N.° 2149/90 de 10 de outubro de 1990. Em março de 1994 o decreto N.° 453/1994 criou reservas naturais e de entretenimento, dividindo a Reserva Natural Otamendi em três categorias: estrita, silvestre, e educativa.
Os terrenos da reserva pertenciam ao engenheiro Rómulo Otamendi (1852-1934) que trabalho na delimitação do traçado das ferrovias da Argentina, recebendo esses terrenos como recompensa. Desde a década 80 a propriedade estava abandonada, de forma que isos serviu como justificativa para criação da reserva.